# Myrmecoboides
Myrmecoboides es un género extinto de pequeños mamíferos euterios que forma parte de la familia Leptictidae y que fue descrito por James William Gidley en 1915, a partir de una mandíbula inferior incompleta del Paleoceno (Formación Fort Union) en la meseta de Bangtail, al sudeste de Montana, Estados Unidos. Su localización típica es Gidley Quarry, que es un horizonte terrestre perteneciente al periodo Torrejoniano.
Myrmecoboides representa el tercer linaje primitivo divergente, no estrechamente relacionado con otros géneros de leptíctidos.

## Fósiles
Los ejemplares conocidos son escasos (algunos molares) y proceden del centro de Norteamérica (Montana y Wyoming, en Estados Unidos y algún espécimen en el sur de Canadá. 

## Especies
Las especies descritas son:
- Myrmecoboides gidley
- Myrmecoboides montanensis